# 101-й километр (фильм)
«101-й километр» — российский художественный фильм режиссёра Леонида Марягина.

## Сюжет
Выражение «Загнать за Можай» (Можайск расположен на границе 100-километровой зоны от столицы) означало одно — лишить права советского человека жить в столичном регионе. На 101-й километр выгоняли бывших зэков, политических и уголовников. О жизни одного такого городка (подмосковного Орехово-Зуево) и его жителях полвека тому назад рассказывает этот фильм. Местному пареньку Лёньке приходится несладко меж многих огней: урки предлагают ему одну сделку (ограбление ювелирного магазина), госбезопасность — другую (настучать на тех, кто информирует вражеские радиоголоса об орехово-зуевских секретах).

## В ролях
- Пётр Фёдоров — Леонид
- Олег Жуков — Костя Коновалов
- Лара Чаклин — Руфка
- Евгений Косырев — Харламов
- Глафира Сотникова — Рита
- Ольга Литвинова — Фая
- Сергей Каплунов — Звонилкин
- Денис Кравцов — Кулик
- Сергей Юшкевич — Малышка
- Егор Баринов — Бадай
- Борис Кулябин — Клещ
- Максим Синицын — Котыша
- Иван Кокорин — Сидор
- Алексей Черных — Трекало
- Николай Иванов — Хитрый
- Дмитрий Лямочкин — Гальян
- Валерий Трошин — Следователь
- Зинаида Матросова — Мать
- Николай Попков — Отец
- Александра Назарова — Бабушка
- Галина Золотарёва — Сима
- Ольга Прохватыло — тетя Поля
- В. Лебедь
- В. Котов
- Ваня Попович
- Варвара Андреева
- Павел Лысенок
- М. Бурпуковская
- Ю. Пономаренко
- Антон Кетов
- Н. Купцов
- Василий Шималин
- А. Кацай
- Леонид Павлючик
- Ольга Хохлова — Вера, жена Малышки
- Павел Ширшов — Булка
- Юрий Соколов — фотокор «Правды»
- Виктор Супрун
- Оксана Тимановская — Галина
- Георгий Тополага — зэк

## Съёмочная группа
- Автор сценария: Леонид Марягин
- Режиссёр: Леонид Марягин
- Оператор: Юрий Невский
- Художник: Михаил Нижинский

## Прокат в России
Видеопремьера фильма в России состоялась 7 февраля 2002 года. Фильм выпускался на лицензионном видео российским дистрибьютором «Союз-Видео», а с 20 февраля 2007 года права дистрибуции были переданы ООО «Киностудия „Мастер жанр“».
В соответствии с Системой возрастной классификации кинопоказа в России лента получила категорию «Детям до 12 лет просмотр фильма разрешён в сопровождении родителей».